# TNT (TNTのアルバム)
『TNT』は、ノルウェーのバンド、TNTが1983年に発表した初のスタジオ・アルバム。

## 背景
オリジナル・ラインナップによる唯一のアルバムで、初代ボーカリストのダグ・インゲブリクトセンが大部分の曲のソングライティングを手掛けた。全編とも歌詞はノルウェー語である。

## 反響・評価
母国ノルウェーでは、1983年第10週のアルバム・チャートで16位を記録した。平野和祥は本作の日本盤再発CDライナーノーツにおいて「トニー・ハーネル加入後のTNTのイメージとあまりにかけ離れている」「ヴォーカルの性質のダークさもあって、ここに展開するのは基本的にシンプルで素朴なパワー・ロック」と評している。

## 収録曲
特記なき楽曲は作詞：ダグ・インゲブリクトセン&グスタフ・アルフハイム、作曲：ダグ・インゲブリクトセン。
1. ハーレイ・ダヴィッドソン - "Harley-Davidson" - 4:06
2. USA - "U.S.A." - 3:38
  - 作詞：ダグ・インゲブリクトセン&グスタフ・アルフハイム／作曲：ダグ・インゲブリクトセン&ロニー・ル・テクロ
3. バックゴーズロッテル〜裏庭のねずみ - "Bakgårdsrotter" - 3:15
4. エディーデ・フスモル - "Etyde i fuzz-mål" - 1:14
  - 作曲：ロニー・ル・テクロ
5. エディー - "Eddie" - 4:47
6. ショウエット・エ・イ・ゴング - "Showet er i gang" - 3:35
7. ピレンデ・イレーネ - "Pirrende Irene" - 3:28
8. マフィア - "Mafia" - 3:07
  - 作詞：ダグ・インゲブリクトセン&グスタフ・アルフハイム／作曲：ダグ・インゲブリクトセン&ロニー・ル・テクロ
9. エヴェンティール - "Eventyr" - 3:41
10. ヴァルムト&ハード - "Varmt & Hardt" - 4:06

## 参加ミュージシャン
- ダグ・インゲブリクトセン - ボーカル、ギター
- ロニー・ル・テクロ - ギター
- シュタイナー・エイクム - ベース
- ディーゼル・ダール - ドラムス